# جريشان (العراق)
جريشان هي منطقة عراقية في مقاطعة خضر الماي رقم 5 في ناحية سفوان في قضاء الزبير في محافظة البصرة جنوب العراق، كانت جريشان في الطريق القديم من الزبير إلى الركعي، إذ كان الطريق من البصرة إلى نجد لا يمرّ بمدينة الكويت، بل بمحاذاة وادي الباطن. فكان الطريق يبدأ من غربيّ بلدة الزبير في البرجسية ثم من البرجسية إلى الرتك جنوب غرب ثم الهليبة ثم جريشان التي يتلاقى طريقها مع طريق بري إلى البصية، تل جريشان في وسط وادي الباطن والمسافة 125 كيلومتراً بين تل جريشان والبصية. والمسافة 70 كيلومتراً بين تل جريشان ومدينة الزبير.